# Надия (Одесская область)
Надия (укр. Надія) — село, относится к Раздельнянскому району Одесской области Украины.
Население по переписи 2001 года составляло 187 человек. Почтовый индекс — 67421. Телефонный код — 4853. Занимает площадь 0,743 км². Код КОАТУУ — 5123985204.

## История
Село было основано в 1921 году баптистским проповедником Василием Павловым. В том же году из Слободзеи, где жил Павлов, в хутор «Надежда» переехали ряд баптистских семей — Султаненко, Фокша и др. В селе была образована баптистская община. В 1924 году Павлов перешёл в пятидесятничество и создал в селе церковь христиан евангельской веры. В 1925 году в селе был построен пятидесятнический молитвенный дом.
Во время массового переименования населённых пунктов советские власти пытались переименовать село. Однако местные жители категорически настояли на прежнем названии.

## Местный совет
67420, Одесская обл., Раздельнянский р-н, с. Старостино